# Courteuil
Courteuil és un municipi francès, situat al departament de l'Oise i a la regió dels Alts de França. L'any 2007 tenia 636 habitants.

## Demografia

### Població
El 2007 la població de fet de Courteuil era de 636 persones. Hi havia 246 famílies de les quals 60 eren unipersonals (12 homes vivint sols i 48 dones vivint soles), 79 parelles sense fills, 87 parelles amb fills i 20 famílies monoparentals amb fills.
La població ha evolucionat segons el següent gràfic:
Habitants censats

### Habitatges
El 2007 hi havia 285 habitatges, 260 eren l'habitatge principal de la família, 14 eren segones residències i 11 estaven desocupats. 256 eren cases i 29 eren apartaments. Dels 260 habitatges principals, 200 estaven ocupats pels seus propietaris, 47 estaven llogats i ocupats pels llogaters i 14 estaven cedits a títol gratuït; 4 tenien una cambra, 20 en tenien dues, 29 en tenien tres, 52 en tenien quatre i 156 en tenien cinc o més. 215 habitatges disposaven pel capbaix d'una plaça de pàrquing. A 102 habitatges hi havia un automòbil i a 144 n'hi havia dos o més.

### Piràmide de població
La piràmide de població per edats i sexe el 2009 era:
| Homes | Edats   | Dones |
| ----- | ------- | ----- |
| 0     | 95 o +  | 0     |
| 0     | 90 a 94 | 0     |
| 0     | 85 a 89 | 4     |
| 4     | 80 a 84 | 4     |
| 4     | 75 a 79 | 16    |
| 20    | 70 a 74 | 12    |
| 20    | 65 a 69 | 20    |
| 32    | 60 a 64 | 28    |
| 24    | 55 a 59 | 36    |
| 24    | 50 a 54 | 12    |
| 20    | 45 a 49 | 12    |
| 16    | 40 a 44 | 20    |
| 20    | 35 a 39 | 24    |
| 24    | 30 a 34 | 12    |
| 21    | 25 a 29 | 12    |
| 20    | 20 a 24 | 0     |
| 28    | 15 a 19 | 36    |
| 9     | 10 a 14 | 16    |
| 12    | 5 a 9   | 24    |
| 16    | 0 a 4   | 16    |

## Economia
El 2007 la població en edat de treballar era de 385 persones, 287 eren actives i 98 eren inactives. De les 287 persones actives 264 estaven ocupades (152 homes i 112 dones) i 23 estaven aturades (13 homes i 10 dones). De les 98 persones inactives 34 estaven jubilades, 27 estaven estudiant i 37 estaven classificades com a «altres inactius».

### Ingressos
El 2009 a Courteuil hi havia 247 unitats fiscals que integraven 639 persones, la mediana anual d'ingressos fiscals per persona era de 28.223 €.

### Activitats econòmiques
Dels 24 establiments que hi havia el 2007, 1 era d'una empresa alimentària, 2 d'empreses de fabricació d'altres productes industrials, 5 d'empreses de construcció, 6 d'empreses de comerç i reparació d'automòbils, 1 d'una empresa d'hostatgeria i restauració, 2 d'empreses financeres, 1 d'una empresa immobiliària, 3 d'empreses de serveis, 2 d'entitats de l'administració pública i 1 d'una empresa classificada com a «altres activitats de serveis».
Dels 5 establiments de servei als particulars que hi havia el 2009, 1 era un guixaire pintor, 2 lampisteries, 1 electricista i 1 empresa de construcció.
L'únic establiment comercial que hi havia el 2009 era una floristeria.
L'any 2000 a Courteuil hi havia 3 explotacions agrícoles.

## Poblacions properes
El següent diagrama mostra les poblacions més properes.